# Skateaway
"Skateaway" is een single van Dire Straits geschreven in 1980.
Het nummer staat op het album Making Movies uit 1980.
Het nummer gaat over een vrouw die door de drukke straten heen skate, al luisterend naar de toen net uitgebrachte walkman.
Mark Knopfler · John Illsley
Guy Fletcher · Alan Clark · David Knopfler · Pick Withers · Hal Lindes · Terry Williams · Jack Sonni